# Eŭropo – Demokratio – Esperanto
Eŭropo — Demokratio — Esperanto (рус. Европа – Демократия – Эсперанто) или EDE — политическое движение, принимающее участие в европейских выборах. Основа платформы движения — введение эсперанто в качестве официального языка ЕС с целью содействия языковому единству в союзе.
Как «Europe — Démocratie — Espéranto» движение впервые приняло участия в выборах в Европейский парламент в 2004 году во Франции. Немецкому филиалу, «Europa — Demokratie — Esperanto», в связи с поздним стартом, не удалось собрать необходимые 4000 подписей для участия в выборах в Германии несмотря на интенсивные усилия.
Основная цель движения это развитие и распространение эсперанто в ЕС. В среднесрочной перспективе, партия хочет введение эсперанто в общеевропейских школах, а в долгосрочной — принятие эсперанто в качестве официального языка ЕС. Для достижения этих целей, EDE стремится иметь списки кандидатов во всех странах-членах ЕС. На данный момент, филиалы есть только во Франции и Германии.

## Платформа
Движение направлено на содействие «истинной европейской международной демократии». Главные принципы:
- Первым критерием демократии является право выражать свои мысли
- Демократия обеспечивает и развивает средства для мирных и конструктивных обсуждений
- Демократия гарантирует уважение прав меньшинств
- Уважение прав человека

## Результаты выборов
| Регион            | 2004 год            | 2004 год | 2004 год | 2009 год          | 2009 год | 2009 год |
| Регион            | Лидер списка        | Голосов  | Процент  | Лидер списка      | Голосов  | Процент  |
| ----------------- | ------------------- | -------- | -------- | ----------------- | -------- | -------- |
| Париж             | Georges Kersaudy    | 5.789    | 0,21 %   | Elisabeth Barbay  | 3.294    | 0,12 %   |
| Восток            | B. Schmitt          | 5.336    | 0,24 %   | Fabien Tschudy    | 4.325    | 0,20 %   |
| Запад             | Denis-Serge Clopeau | 4.926    | 0,19 %   | Bert Schumann     | 4.215    | 0,17 %   |
| Юго-запад         | Thierry Saladin     | 3.687    | 0,15 %   | Raymond Faura     | 3.975    | 0,15 %   |
| Юго-восток        | Christian Garino    | 2.559    | 0,09 %   | Christian Garino  | 4.286    | 0,15 %   |
| Центр             | J-P. Tonnieau       | 2.174    | 0,15 %   | Farhad Daneshmand | 2.633    | 0,20 %   |
| Северный          | Bertrand Hugon      | 788      | 0,03 %   | Jacques Borie     | 4.680    | 0,19 %   |
| Заморский         |                     |          |          | Jacques Etienne   | 1.537    | 0,44 %   |
| Итого по Франции  |                     | 25.259   | 0,15 %   |                   | 28.945   | 0,17 %   |
| Итого по Германии |                     |          |          |                   | 11.772   | 0,045 %  |